# Bundesautobahn 480 (ehemalige)
Bundesautobahn 480 (Abkürzung: BAB 480) – Kurzform: Autobahn 480 (Abkürzung: A 480) – war der Name einer ehemaligen Autobahn, welche die Städte Wetzlar und Gießen verband. Inzwischen wurde sie zur Bundesstraße 49 herabgestuft.
Danach wurde die Bezeichnung A 480 erneut vergeben: Die heute als A 480 bezeichnete Autobahn verläuft weiter nördlich von Aßlar bis zum Reiskirchener Dreieck und war ehemals ein Abschnitt der aufgegebenen Planung der A 48. 